# Ermes Visconti
Ermes Visconti di San Vito (Milão, 15 de março de 1784 – Crema, 21 de janeiro de 1841) foi um literato italiano. Estudou na Universidade de Pavia; foi aluno de Vincenzo Monti, que na época ocupava a cátedra de eloquência. Conheceu e foi amigo de Claude Fauriel e Alessandro Manzoni. Com Manzoni compartilhou o caminho da conversão católica e das ideias românticas. A irmã de Ermes, Luigina, foi o primeiro amor de Manzoni.
Ermes Visconti era tido em alta consideração por contemporâneos seus como Goethe e Stendhal. Ele foi um popularizador do romantismo, e em sua obra se encontra uma das primeiras ocorrências de clareza sobre as confusões existentes na polissemia do termo "romântico".

## Escritos
- 1818 Idee elementari sulla poesia romantica, tradotto in francese da C. Fauriel
- 1819 Dialogo sulle unità drammatiche di luogo e di tempo
- 1829 Saggi filosofici
- 1833 Saggi intorno ad alcuni quesiti concernenti il bello

1. ↑  Ragusa, Olga (1972). «Italy / Romantico – Romanticismo». In:  Eichner, Hans. "Romantic" and Its Cognates: The European History of a Word (em inglês). [S.l.]: University of Toronto Press